# Ново Радио Търговище
Ново Радио Търговище (НРТ) е наследник на Радио Търговище, излъчва се от 2001 година, намира се на адрес град Търговище, ул. Стефан Караджа № 4. Радиото е единствената местна радиостанция в област Търговище. На 12 март 2012 г. радиото прекратява своето излъчване, защото губи правото да излъчва. На негово вместо стартира  Радио Веселина.

## Програма
- На кафе с НРТ с Михаела Петрова (7:00 - 11:00, от понеделник до петък)
- Обзорно информационно предаване
- Музикална програма
- Коктейлът на НРТ с Радостин Райков (14:00 – 17:00, от понеделник до петък)
- Обзорна емисия новини
- DJ Парти Микс с Лъчезар (19:00 – 21:00, понеделник)
- Drive time (18:10 – 20:00, вторник, сряда и петък)
- БТ 100 – музикално предаване (13:00 – 14:00, вторник и четвъртък)
- Мюзик Бокс – музикално предаване с Марго и Стенли
- Кречетало – музикално предаване (17:00 – 18:00, петък)[3]

## Нов старт
През юни 2018 г. ентусиасти от Търговище се опитват със собствени сили и средства да възстановят отново „Радио Търговище“ и започват излъчване в онлайн формат на www.radiotargovishte.com като отново избират името „Радио Търговище“.
Към проекта е създадено и безплатно андроид приложение. В края на 2018 г. започват и първите излъчвания на живо от звукозаписно студио „Балхара Рекърдс“. За по малко от месец стартират 6 предавания:
- „Добро утро Търговище“ – сутрешен блок всяка делнична сутрин от 8:00 до 12:00
- „Разпилени ноти“ – предаване за рок музика с Савко и Йоан – всяка сряда от 18:00 до 19:00
- „Всичкология“ – обзорно и забавно предаване с Димитър Караиванов – всяка сряда 13:00 до 15:00
- „Черга“ – фолклорен блок с Диян Димитров от понеделник до петък от 6:00 до 7:00 и вечер от 20:00 до 21:00 събота и неделя от 12:00 до 13:00
- „Лента“ – предаване за кино и изкуство с Асен Чакъров всеки понеделник от 13:00